# Бранка Станарчић
Бранка Станарчић (Шабац, 15. јул 1953 — Барајево, 6. март 2017) je била српска и југословенска фолк певачица популарна у периоду између 1975. и 1985. године. Најпознатија је захваљујући својој првој песми − „Једини човек био си за ме”. Преминула је 6. марта 2017. године у Београду.

## Биографија
Бранка је од 1976. до 1981. снимила чак 14 синглова. Од 1981. до 1992. када се повукла са јавне сцене, снимила је пет албума. Године 2007. снимила је албум Кобра који се није добро котирао међу публиком.
Чувену фолк песму Једини човек био си за ме Бранка је отпевала 1976. за РТ Београд, уз ансамбл Бранимира Ђокића. Већ крајем осамдесетих година прошлог века Станарчићева пада у заборав и њено име се појављује у медијима тек у једној од првих емисија Гранд продукције, где је песму Једини човек певала Индира Радић (која је Бранку често наводила као једног од својих певачких узора). Нову популарност доживела је више од деценије касније, када је Сања Малетић певала у емисији Што да не телевизије ДМ, 2009. године. Године 2015. песму је четврти пут прославила млада Звезда Гранда Биљана Марковић.

## Фестивали
- 1977. Хит лета - Прва је љубав најближа срећи
- 1978. Илиџа - Старо место, прва награда стручног жирија за интерпретацију